# Cenzo Townshend
Cenzo Townshend es un productor discográfico, mezclador e ingeniero de sonido británico, conocido por su trabajo con artistas y bandas como Kaiser Chiefs, U2, Snow Patrol, Florence + the Machine, Friendly Fires, Bloc Party, Franz Ferdinand, Corinne Bailey Rae, Jamie Cullum o 30 Seconds to Mars. Townshend recibió el premio a ingeniero del año Music Producers Guild Awards en 2009 y 2010.
Townshend comenzó su carrera trabajando en los Trident Studios de Londres a finales de los años 1980, trabajando como asistente para Alan Moulder y Mark 'Spike' Stent. Después, Townshend trabajó de forma independiente junto al productor Ian Broudie durante ocho años hasta asociarse con Stephen Street en The Bunker de Olympic Studios de Londres donde trabajó hasta su cierre en 2009. Después pasó a trabajar en los Decoy Studios de Woodbridge, Suffolk.